# Giez (Szwajcaria)
Giez – miejscowość i gmina (commune) w zachodniej Szwajcarii, w kantonie Vaud, w okręgu (district) Jura-Nord vaudois.  

## Demografia
W Giez mieszka 448 osób. W 2021 roku 14,7% populacji gminy stanowiły osoby urodzone poza Szwajcarią.